# 戈尔诺沃佳诺耶农村居民点
戈尔诺沃佳诺耶农村居民点（俄语：Горноводяновское сельское поселение）是俄罗斯联邦伏尔加格勒州杜博夫卡区所属的一个农村居民点。其下辖有2个居民点，行政中心为戈尔诺沃佳诺耶。据2016年统计，该农村居民点的人口为688人。